# Spetebyhall

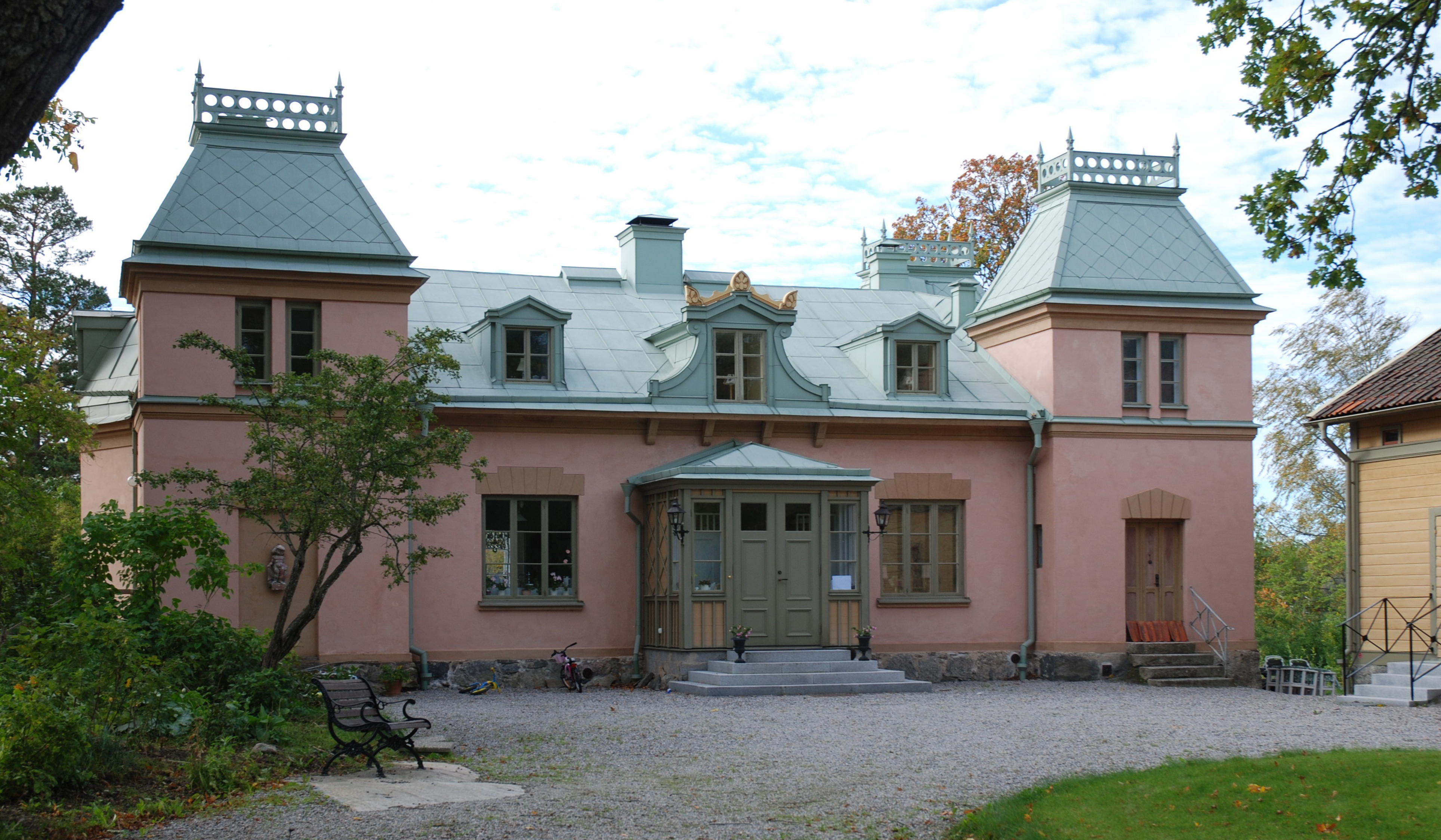
Spetebyhall

Spetebyhall är en herrgård i Lerbo socken, Södermanland.
Huvudbyggnaden är ritad i fransk renässansstil av Emil Langlet som permanentbostad för den egna familjen och uppfördes under 1870-talet. Han och hustrun, författaren Mathilda Söderén, hade fyra söner: Filip, Abraham, Valdemar och Alexander. 
Herrgården ägdes av släkten Langlet till mitten av 1990-talet.
Spetebyhall ägs sedan 2005 av ägarna till Jones antikvariat. Detta låg tidigare i Stockholms innerstad, men finns numera i en ekonomibyggnad på Spetebyhall. 
Spetebyhall är byggnadsminnesförklarat.